# Гожувская улица
Го́жувская у́лица — улица в Октябрьском районе города Саранска. В XIX на этом месте находилась слобода, а улица называлась Гагарина в честь темниковских князей Гагариных. Прежде имела название Сара́товская у́лица, её застройка началась с 1960-х годов. Переименована 8 января 1980 года в Гожувскую в честь установления дружбы и сотрудничества между Мордовской АССР и Гожувским повятом Польской Народной Республики. На митинге, посвящённом переименованию улицы, присутствовала польская делегация, прибывшая на празднование 50-летия Мордовской автономии.
Общая протяженность улицы с юго-востока на северо-запад составляет около 1,5 км.